# Tomorrow Never Comes (album Rancid)
Tomorrow Never Comes è il decimo album in studio del gruppo punk rock americano Rancid, pubblicato il 2 giugno 2023, dopo sei anni dal precedente Trouble Maker del 2017. Come la maggior parte degli album della band, Tomorrow Never Comes è prodotto da Brett Gurewitz . È anche il primo album dei Rancid dai tempi di Rancid 5 a non avere canzoni influenzate dallo Ska.

## Tracce
1. Tomorrow Never Comes – 2:26
2. Mud, Blood, & Gold – 1:12
3. Devil in Disguise – 1:58
4. New American – 2:37
5. The Bloody & Violent History – 2:14
6. Don't Make Me Do It – 0:58
7. It's a Road to Righteousness – 2:18
8. Live Forever – 1:21
9. Drop Dead Inn – 2:01
10. Prisoners Song – 2:21
11. Magnificent Rogue – 1:25
12. One Way Ticket – 1:50
13. Hellbound Train – 1:25
14. Eddie the Butcher – 1:34
15. Hear Us Out – 1:26
16. When the Smoke Clears – 1:39

## Formazione
Rancid
- Tim Armstrong – voce, chitarre, artwork, layout
- Lars Frederiksen – chitarre, voce
- Matt Freeman – basso, voce
- Branden Steineckert – batteria, percussioni

Altri musicisti
- Brett Gurewitz – cori, produttore
- TJ Rivera – ingegneria, mixaggio
- Sergio Chavez – assistente tecnico
- Ted Jensen – mastering
- Anders Aho – tecnico di studio
- Mike Fasano – tecnico dello studio
- J Bonner – grafica, impaginazione